# Independencia, San Esteban Atatlahuca
Independencia är en ort i Mexiko.   Den ligger i kommunen San Esteban Atatlahuca och delstaten Oaxaca, i den sydöstra delen av landet, 300 km sydost om huvudstaden Mexico City. Independencia ligger 2 675 meter över havet och antalet invånare är 478.
Terrängen runt Independencia är kuperad åt sydväst, men åt nordost är den bergig. Runt Independencia är det ganska tätbefolkat, med 54 invånare per kvadratkilometer. Närmaste större samhälle är Villa Chalcatongo de Hidalgo, 11,8 km sydost om Independencia. I omgivningarna runt Independencia växer huvudsakligen savannskog.